# Aminul Haque
Pour les articles homonymes, voir Haque.
Aminul Haque, né le 4 avril 1931 et mort le 13 juillet 1995) est un avocat bangladais. Il a occupé le poste de procureur général du Bangladesh.

## Carrière
Aminul Haque est nommé procureur général adjoint par le président Iajuddin Ahmed, en juin 2007, le cadre d'un remaniement majeur des officiers de justice. En 1991, il est nommé procureur général par le juge en chef Shahabuddin Ahmed, alors conseiller principal du gouvernement intérimaire.
Haque était l'un des membres fondateurs de Ain-O-Salish Kendra, une organisation non gouvernementale de défense des droits civils et d'aide juridique au Bangladesh qui lui a rendu un hommage en janvier 2015.
Haque était chargé du procès pour le meurtre du général Manzur, impliquant entre l'ancien président Général Hossain Mohammad Ershad et quatre autres. Il s'agissait du Major Kazi Emdadul Haque du Lt. Colonel Mostafa Kamaluddin Bhuyain, du Major Général Abdul Latif et du Lt. Colonel Shamsur Rahman Shams.

## Vie privée
Il était le frère aîné du sergent Zahurul Haq, l'une des 35 personnes accusées dans l'affaire de conspiration d'Agartala en 1968. Il a été tué en détention et sa mort a conduit à l'augmentation du soulèvement de 1969 au Pakistan oriental. Il a reçu le prix du jour de l'indépendance du gouvernement du Bangladesh en 2018. Il était marié à Farida Akhter, membre de la faculté de l'université Jagannath, avec laquelle il avait deux fils.
Né à Noakhali le 4 avril 1931, il est mort d'un arrêt cardiaque alors qu'il menait une affaire devant la division d'appel,  en rentrant à son bureau après avoir quitté le tribunal où il venait de comparaître en tant que procureur général dans l'une des nombreuses affaires engagées contre le général Ershad. La famille n'a pas fait état d'un acte criminel. Cependant, il s'agit d'une mort des plus commodes du point de vue de ceux qui ont été accusés du meurtre du général Manzur. 